# Monster Metal
Monster Metal ist das dreizehnte Studioalbum der deutschen Death-Metal-Band Debauchery. Es erschien am 21. Mai 2021 bei Massacre Records als CD, LP sowie als Download. In der Version als 3-CD-Digipak sind Alben von Balgeroth und Blood God als Bonus-CDs enthalten.

## Entstehung
Im Interview mit dem Musikmagazin Rock Hard berichtete Thomas Gurrath, dass die Rahmenbedingungen für den Produktionsprozess des Albums durch die COVID-19-Pandemie eher vorteilhaft gewesen wären, da es keine Ablenkungen gegeben hätte und das Songwriting einfacher als sonst gewesen sei. Auch sei dadurch erst die Zusammenarbeit mit Tim „Ripper“ Owens als Gastsänger möglich geworden.
Für Aufnahme, Mix und Mastering zeichnete Dennis Ward (u. a. Pink Cream 69) verantwortlich. Sänger und Gitarrist Thomas Gurrath tritt unter seinem Familiennamen auf, unter Pseudonymen agieren seine Mitstreiter „Blastmaster Bass“ (Bass) und „Drakornaut Gorezilla“ (Schlagzeug).
Im Zuge der Veröffentlichung wurde eine Reihe von Videos zu einzelnen Songs online gestellt: darunter „Bloodking“ mit Tim Owens und „Skull Mountain“ Anfang Februar bzw. Ende März sowie „Debauchery Warmachine“ Anfang Juni.

## Covergestaltung
Das überwiegend in Rot- und Schwarztönen gehaltene Cover wurde von Thomas Gurrath selbst gestaltet und zeigt mittig in einer Frontalansicht den „Blutgott Balgeroth“ mit einem geöffneten, zahnbewehrten Maul. Vom Kopf gehen links und rechts insgesamt sechs leicht gebogene Klingen ab, dazu jeweils zwei vom Kiefer und von den Schultern. Das Logo der Band ist in rot und oben mittig platziert; unten mittig mit einem silbergrauen Farbverlauf befindet sich in kleinerer Schrift der Albumtitel „Monster Metal“.

## Titelliste
| #  | Titel                        | Länge |
| -- | ---------------------------- | ----- |
| 1  | Bloodking                    | 7:11  |
| 2  | Skull Mountain               | 4:50  |
| 3  | Debauchery Warmachine        | 4:25  |
| 4  | Metal to the Bone            | 3:28  |
| 5  | Blood God Eternal            | 4:34  |
| 6  | Hate Kill Murder             | 4:26  |
| 7  | Monster Metal                | 5:20  |
| 8  | Debauchery Blood God         | 4:19  |
| 9  | The Godmachines March to War | 5:58  |
| 10 | Warmachine of the Chaos Gods | 4:13  |

## Musikalische Aspekte
Das Album enthält zehn „Midtempo-Groover“ mit einem hörbaren Death-Metal-Anteil, schreibt Stormbringer.at. An anderer Stelle wird die Musik als „partytauglicher Death ’n’ Roll zwischen Six Feet Under und AC/DC“ bezeichnet.

## Rezeption

### Rezensionen
„Große Meilensteine oder Innovationen“ würden „zu keinem Zeitpunkt gesetzt“, wurde bei Soundmagnet geschrieben, stattdessen werde „von Anfang bis Ende grundsolide durchgebolzt, was das Zeug hält“. Im Fazit der Rezension, die mit 8 von 10 möglichen Punkten schließt, heißt es dann:

„Debauchery liefern mit Monster Metal bestimmt kein Feuerwerk an Neuheiten ab. Dafür aber mehr als unterhaltsamen Death Metal mit dem einen oder anderen Titel der durchaus Hymnencharakter besitzt. Ein typisches Debauchery Album, das man durchhören kann und das weder langweilig noch zu anstrengend ist.“

Mit einem ähnlichen Urteil schloss bei Metal Only die Besprechung:

„Das Album macht Laune und hält diese auch bis zum Schluss oben, das kann auch die fehlende Abwechslung nicht verhindern. Dieses Album wird die alten Fans zufrieden grinsen lassen und neue dazugewinnen.“

Die Beteiligung von Tim „Ripper“ Owens als Gastsänger der Eröffnungsnummer „Bloodking“ wurde gemischt aufgenommen. Zwar enthalte der Opener „eine Hookline zum Niederknien“ und stampfe „mit nackenbrecherischem Groove aus den Boxen“, doch getrübt werde „der Spaß lediglich durch das nervige Gekeife des unsäglichen Ripper Owens“, den die Band sich hätte „schenken können“, hieß es bei Stormbringer.at. Gegenläufig wurde bei Zephyr’s Odem geurteilt, der Gastsänger „wertet den Song sehr gut auf“. Eine dritte Haltung nimmt Darkstars ein, wo bedauert wird, dass man Owens kaum höre, da er „ein Wahnsinns Sänger“ sei. Aus Sicht von Lothar Gerber vom Metal Hammer wurde der „Trumpf nicht ausgespielt“.

### Charts
In der Woche nach seiner Veröffentlichung stieg das Album auf Platz 56 der Deutschen Albumcharts ein und verblieb in diesen für eine Woche.